# سیارک ۱۳۷۶۱
سیارک ۱۳۷۶۱ (به انگلیسی: 13761 Dorristaylor، نامگذاری:1998SA130) سیزده هزار و هفتصد و شصت و یکمین سیارک کشف شده‌است که در ۲۶ سپتامبر ۱۹۹۸ کشف شد.
قدر مطلق سیارک برابر ۲۰٫۴ است.